# Neoplan N4020
De Neoplan N4020 is een lagevloer stadsbus, die van 1988 tot 1999 werd geproduceerd door Neoplan-Auwärter. Aanvankelijk werden de bussen gebouwd in Stuttgart in Duitsland, maar later werden de bussen ook gebouwd in Polen. De bus is de grotere versie van de Neoplan N4016, Neoplan N4009 midibus en de kleinere versie van de Neoplan N4021 gelede bus.

## Inzet
De meeste exemplaren van de N4020 zijn geleverd aan een groot aantal vervoerbedrijven in Duitsland. Ook in Nederland kwamen enkele exemplaren voor. In Nederland werden 2 bussen gekocht door HTM die de bussen gebruikte voor het stadsvervoer in Den Haag
| Land       | Bedrijf         | Serie     | Aantal | Bouwjaar | Inzet    | Opmerking |
| ---------- | --------------- | --------- | ------ | -------- | -------- | --------- |
| Nederland  | HTM             | 650-651   | 2      | 1994     | Den Haag |           |
| Polen      | MZK Koszalin    | 1147-1154 | 8      | ??       | ??       |           |
| Zuid-Korea | Everland Resort | 1-14      | 14     | 1996     | ??       |           |

## Trivia
- De opvolger Neoplan N 4420 wordt sinds 1998 geproduceerd. Echter kwam er vanuit de Poolse fabriek Neoplan Polen een andere opvolger. Omdat Neoplan Polen overging in 2001 overging in Solaris Bus & Coach en in 1999 een eigen model uitbracht werd de opvolger van de Neoplan N 4021td daar de Solaris Urbino 15.